# 永乐迁都

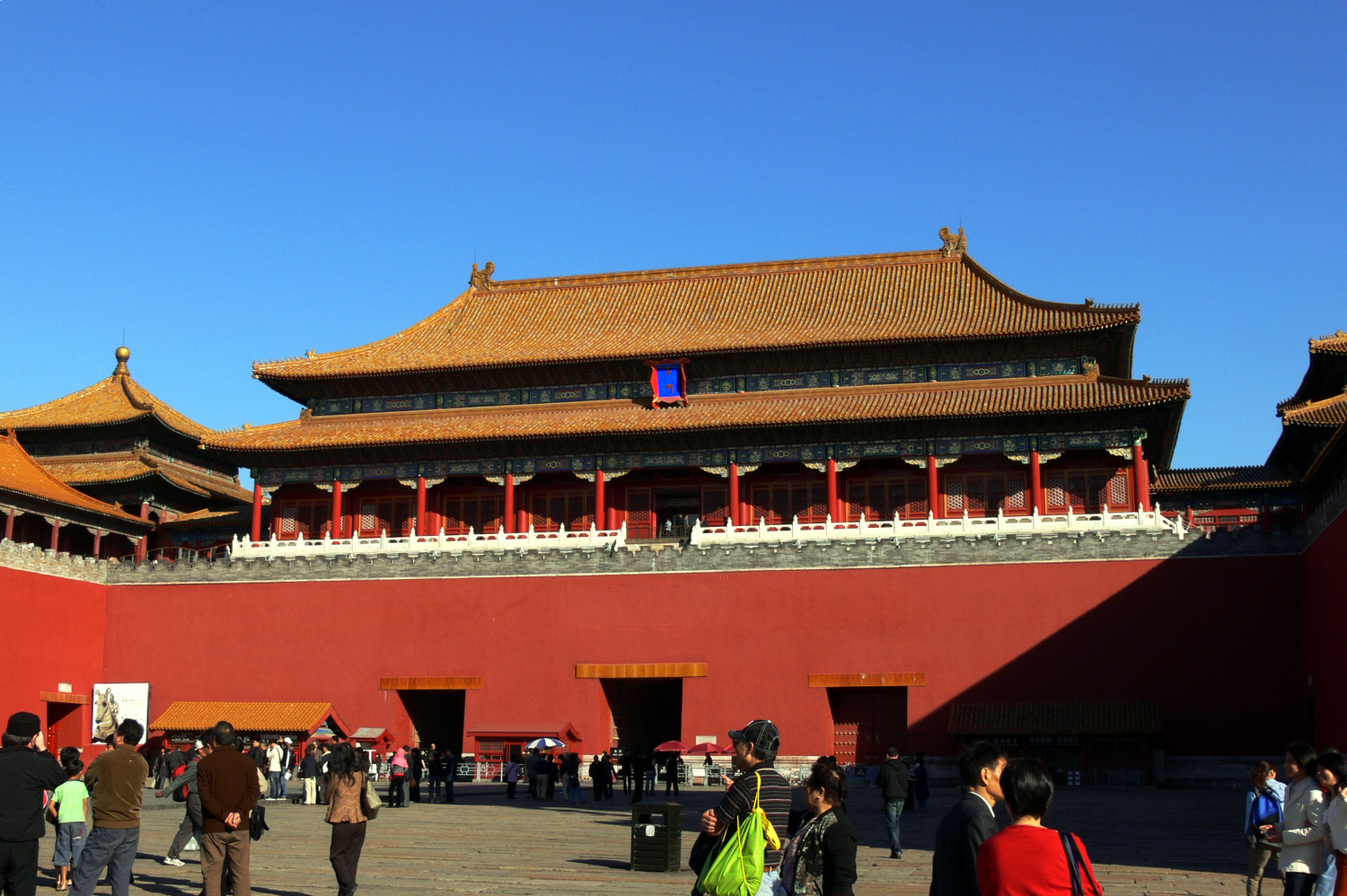
北京紫禁城

永樂遷都，即永乐十九年（1421年）明成祖朱棣将明朝的首都从應天府（今江苏省南京市）迁往北京順天府，是中国具有重大历史意义的事件，其对中国政治、经济、文化造成的影响一直延续到现代。

## 背景

### 迁都后的南京
自北宋以后，江南经济迅速发展并超过北方，成为全国的经济重心所在。位于长江三角洲西端的南京和其上下游的石、瓜洲一起构成的江防体系是保证江南安全的直接屏障。同时，南京自身的地理条件也十分优越。因此，几乎所有占据江南的地方性政权都以金陵作为首都，即使在南宋時期，仍处于重要的战略地位。明太祖朱元璋也以金陵作为基地统一全国。
明初的南京城自外而内，有外城、内城、皇城、宫城四层。内城周长九十六里，外城周长一百八十里，是全国最大的城市。与历代故都近似方形的布局不同，明南京城形状颇不规则。

### 迁都前的北京
北京（燕京）位于华北平原的北端，三面环山，俯瞰中原，号为形胜。
唐朝安史之亂及回紇入侵之后，燕京在全国的地位日渐显著。后晋割讓燕云十六州之后，燕京成为辽的南都（南京），金元两代的首都，金称为中都，元稱為大都。
洪武元年（1368年），徐达攻克元大都，改称北平。徐达将城中部分居民迁往汴梁，毁平了元朝宫殿，其在旧址堆土筑成景山；为了便于防守，将北面城垣南移。由于运河淤塞，南方的物资主要改由海运和陆运转运。就这样大都城從原本繁华的元朝京师变成了一座相对冷清的北方边城。
洪武三年（1370年），太祖四子朱棣受封燕王。洪武十三年（1380年），燕王在北平设立燕王府，俗謂燕京。徐达死后，華北边防部队多由燕王节制，北平也就成为明朝北部边防的中心。

## 过程

### 明太祖的迁都打算
由于历代统一王朝的都城都在中原，明朝统一全国之初，明太祖朱元璋便打算择机将京师迁往北方。洪武元年，下诏以汴梁（今日河南开封）为北京，以金陵为南京，效仿周唐的两京故事。
洪武二年，明太祖又在故乡凤阳营建中都，同时下令从江南移民中都。但是汴梁和凤阳都是久经战乱、破败不堪，难以承担京师的重任，于是明太祖放弃了迁都这两处的打算。洪武十一年，放棄了北京汴梁，改南京为京师。
由于南京皇宫是填湖所建，建成之后因地表下沉逐渐形成南高北低的态势，在风水上被视为是不祥的征兆。洪武二十四年（1391年），明太祖派遣太子朱标考察关中地区，为迁都西安作准备，但第二年朱标病逝，沉重地打击了明太祖，加上其年事已高，令其不愿再劳师动众地更换京師。

### 迁都北京

明成祖的畫像

靖难之役后的永乐元年（1403年），礼部尚书李至刚等奏称，由于燕京是明成祖朱棣的“龙兴之地”，应当效仿明太祖对凤阳的做法，立为陪都。于是明成祖大力擢升燕京北平府的地位，以北平为北京，改北平府为顺天府，称为“行在”。同时开始迁发人民以充实北京；被强令迁入北京的有各地流民、江南富户和山西商人等等。
永乐四年（1406年），明成祖下诏兴建北京皇宫和城垣。
永乐五年（1407年），七月徐皇后去世，告知太子朱高熾其宿願，趁著明成祖日後北巡的機會，親自向守住北平城而應命作戰的將士妻子贈予嘉獎撫恤，感念她們的功勞和付出的傷亡。礼部尚书赵羾引廖均卿入京，赴北平选择吉壤。但因北平、南京地震頻仍，遲至兩年後才選定，而徐皇后梓宮亦暫厝六年，等長陵建成方入葬。
永乐七年（1409年），明成祖以北京为基地进行北征，同时开始在北京附近的昌平修建长陵。将自己的陵墓修在北京而不是南京，证明明成祖早已经下定决心要迁都。
永乐八年（1410年），明成祖亲征回师后，下令开会通河，打通南北漕运。永乐十三年完工，从此北京所需物资可以通过相对经济地运输。
永乐十四年（1416年），明成祖召集群臣，正式商议迁都北京的事宜。对于提出反对意见的大臣，明成祖一一革职或嚴懲，从此无人再敢反对迁都。
永乐十八年（1420年），北京皇宫和北京城建成。北京皇宫以南京皇宫为蓝本，然而规模更胜一筹。新修的北京城周长四十五里，呈规则的方形，符合《周礼·考工记》中理想的都城的形制。明成祖下诏正式迁都，自明年起改金陵应天府为南京，改北京为京师，但為尊重南京的故都地位，仍虚设了幾無实权的南京六部等中央机构，称南京某部。

### 还都南京之议
永乐十九年（1421年）初夏，紫禁城的奉天、华盖、谨身三大殿遭雷击，尽皆焚毁。由于才刚迁都几个月，朝野议论纷纷。礼部主事萧仪认为，迁都后诸事不便，且弃绝皇脉与孝陵，有违天意。成祖大怒，將萧仪收獄，後殺之。
永乐二十二年（1424年）明成祖死后，明仁宗即位。明仁宗因长期作为太子在南京监国，在其即位之后面对残破的北京皇宫，立刻就有还都南京的打算，下令修葺南京宫殿。随后將北京六部原印信收回，新印信重又加印“行在”，等于废除了北京作为京师的地位。但仁宗享国日短，未满一年即已驾崩，此时还都的实际行动尚未展开。又因該年南京地震達到四十二次，尽管仁宗的遗诏中强烈表明了他希望还都的意愿，然而继位的明宣宗作為太子時亦曾監國南京，經歷了當地的地震二十五次，因此暂缓还都的计划。明英宗继位后，正式确定北京为明朝京师，不再称行在，从此终明一代再未改变。

## 影响及争议

### 政治和军事

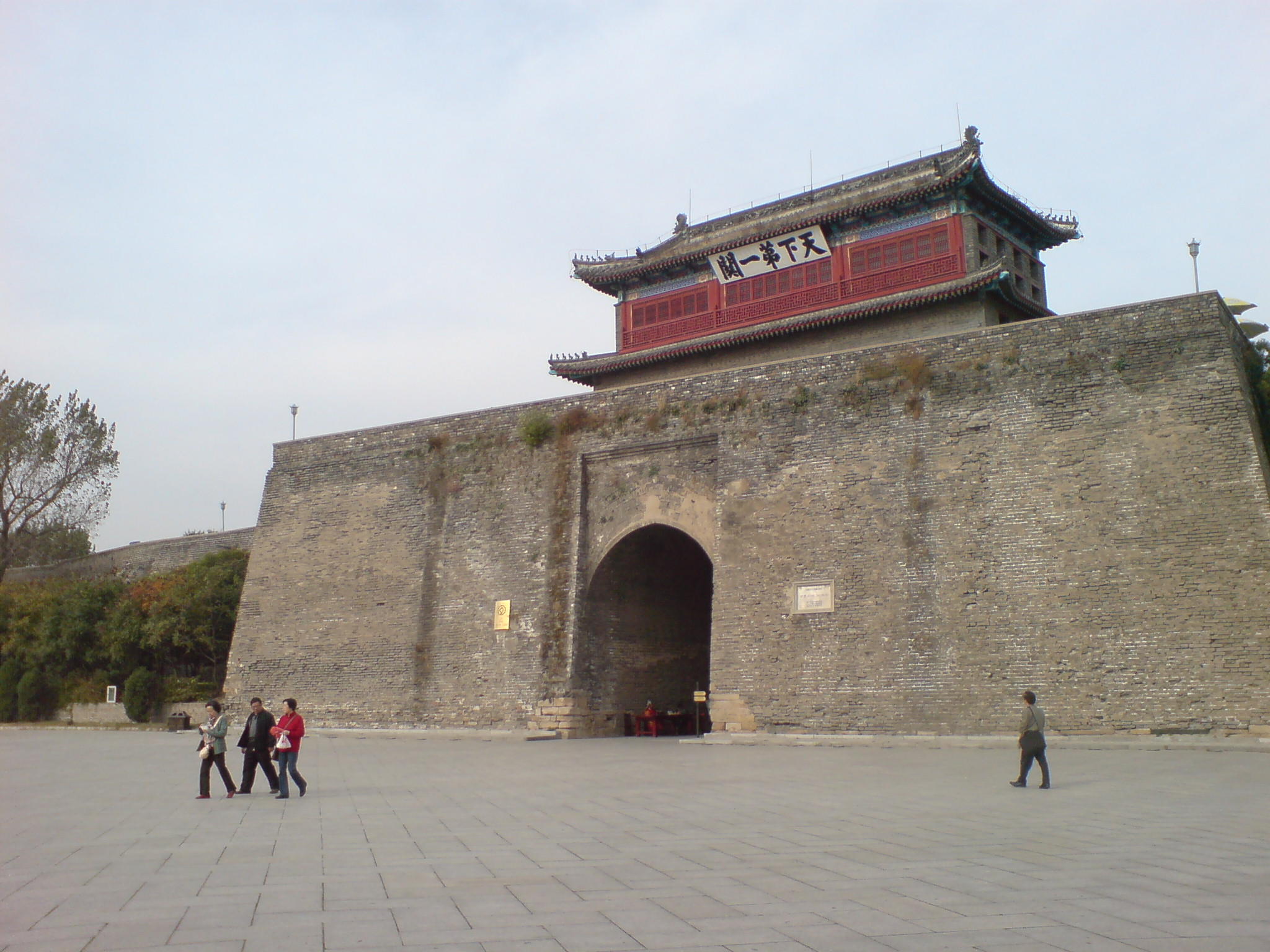
山海關

自明朝统一中原约半个世纪后，全国的政治中心再度回到北方。自938年石敬瑭向契丹割让燕云十六州后，北京一帶已有约430年不在汉族政权的控制之下（若从安史之乱、河北藩镇兴起算起则更长）；而靖康之難后，整个华北地区也已经有近250年由异族统治。永乐迁都后，北京及其周边成为明朝的核心统治地域，汉族政权对华北的控制达到前所未有的程度，並影響了女真族的清朝、漢族復主的民國北洋時期以至現在的中華人民共和國。
赞成成祖迁都的意见认为，由于首都距离长城很近，中央政府可以有效地管理和调动军队抵御侵略。成祖年轻时作为藩王驻守北京十七年，成為皇帝后就曾以北京为基地五次北伐北元的残余势力，北京在军事指挥上的优点是处于后方的南京无法比拟的。同时，天子戍边的气势以及皇宫和先帝陵寝俱在前线的事实，使朝廷上下在面对危机时更有抵抗的决心，例如土木堡之变明军覆灭及皇帝被俘之后，明朝坚决地组织了北京保卫战，而不是像西晋、北宋一样放弃北方，並頑強堅持了約二百年才被後金易主。
而反对者则认为，一方面迁都北京给明朝财政造成了巨大的压力，另一方面北京地位陡然提升，令整个北方防线在向内收缩的同时也向北京集中，反而破坏了明太祖时北方边防的均衡配置。明宣宗放弃开平等三卫后，长城以外明军再无据点，令北京暴露了两翼，也失去了战略纵深，使京师长期处于外敌的直接威胁下，同时也是明中期韃靼在大漠、明后期女真在辽东坐大的重要肇因。

### 经济
明朝初期，华北相对于江南的贫困相当明显。北京的营建使北方的生产和人口迅速恢复。但是，作为一个巨大的消费城市，京师对物资的大量需求无法就近解决，必须依赖于大运河从江南转输。因此在明清两朝，漕运均具有极其重要的经济地位。漕运的繁盛带动了运河沿线市镇的发展，如扬州、临清和沧州等，进一步促进了北方经济的恢复。
而反对者一般认为，北京作為人口高度密集的政治與经济中心，远离物資產地的江南地區，为明朝和继之的清朝经济增添了巨大的、不必要的负担。另一方面，由于大运河关乎京师命脉，漕运不再是纯粹的经济行为，更带有明显政治意义。在大运河沿线发生水患时，公家卻只會優先保護漕运的利益，而往往忽视周边百姓的安全。

## 延伸阅读
- 建都之议